# Bartolomeo Bon il Giovane
Bartolomeo Bon (Venezia, ... – Venezia, dicembre 1509) è stato un architetto, ammiraglio e magistrato italiano.
Da non confondere con il grande scultore e architetto Bartolomeo Bon, fino allo studio di Mariani la sua figura era assimilata a quelle di Pietro Bon e Bartolomeo Bergamasco. In realtà, le opere tradizionalmente attribuitegli spettano a questi altri due maestri.
Veneziano, e non bergamasco come si è a lungo creduto, dal 1492 divenne proto (architetto) del Provveditorato del Sale, e nello stesso anno è registrato quale ammiraglio di una flotta di galere diretta ad Alessandria. In quanto proto al Sale, magistratura estremamente ricca che si occupava anche della manutenzione di molti edifici pubblici veneziani, supervisiona nel 1493 la decorazione della Sala del Maggior Consiglio in Palazzo Ducale ed i lavori di costruzione al Lazzaretto Vecchio e Nuovo; la carica di proto non ha in ogni caso necessariamente l'accezione di architetto progettista, ed anzi spesso era intesa semplicemente come capocantiere. Nel 1496 è nuovamente documentato in qualità di ammiraglio, questa volta di una flotta da guerra agli ordini di Melchiorre Trevisan, ed è nuovamente documentato in mare tra 1499 e 1502. Dal 1498 è nominato Capitano del Consiglio dei Dieci, carica che manterrà fino alla morte.
A Bartolomeo Bon il giovane e a Guglielmo dei Grigi furono affidati nel 1517 i lavori di rifacimento delle Procuratie vecchie in Piazza San Marco (terminate poi dal Sansovino).
La sua risulta una figura di tecnico e magistrato, più che di artista: decisamente integrato nell'élite cittadina, al punto da ricoprire cariche prestigiose e sicuramente remunerative, stupisce la sua capacità di alternare con disinvoltura carriere che apparentemente poco hanno a che fare le une con le altre.